# Aluminiumprofiel
Aluminiumprofielen worden geproduceerd door extrusie tot langwerpige aluminium halffabricaten of producten. Andere productieprocessen, zoals de verschillende spuittechnieken, zijn in de meeste gevallen minder geschikt voor lange producten.
Het extrusieproces geeft een grote vrijheid om de gewenste doorsneden te maken. Bij een redelijke serie wordt een matrijs gemaakt met de benodigde doorsnede voor de toepassing.
Aluminiumprofielen hebben uiteenlopende geometrieën afhankelijk van de functie. Zij vinden hun weg in de bouw als constructiemateriaal, kozijn, afbouwelement en in de machinebouw, ook onder andere bij auto- en vliegtuig- en scheepsbouwers en andere functionele toepassingen.
Aluminiumprofielen en platen kunnen worden samengesteld door middel van lassen, lijmen, bouten of door gebruikmaking van de popnagel. Ook is het mogelijk om een man/vrouw sleufoplossingen te maken in twee verschillende profielen en die tot één profiel samen te stellen.
Aluminiumprofielen kunnen in plaats van staalprofielen gebruikt worden. De voordelen van aluminium ten opzichte van staal zijn onder meer een lager gewicht, een grote vormvrijheid en een goede roestbestendigheid. De nadelen ten opzichte van staal zijn onder meer minder stijfheid, minder sterk en een hogere prijs per eenheid.  Al deze eigenschappen kunnen gunstig zijn, zeker als de materiaalprijs alleen niet maatgevend is.
Aluminiumprofieldoorsneden zijn niet gestandaardiseerd. Dat wil niet zeggen dat er geen profielen in de handel zijn, er zijn er heel veel. De grootte van de afmetingen blijven echter beperkt en de vormen zijn meestal alleen buis, hoek-, U- en Z-profielen en enkele I-profielen. De industrie probeert hier wat aan te doen, omdat vooral de bouwmarkt, vooral voor constructieve toepassingen - dus grotere doorsneden, graag uit voorraad bestelt. Producerende bedrijven hebben hun eigen standaardisatie. Verwerkende bedrijven kunnen op zoek naar profieldoorsneden (matrijzen) die in de wereld beschikbaar zijn, meestal werken ze met een aantal leveranciers samen. De veelheid aan fabricaten maakt een overzicht hier niet zinvol. 

## Materiaal
Er is een verscheidenheid aan aluminiumlegeringen en dus materiaalkwaliteiten en hun toepasbaarheid en verwerkbaarheid. Bij afwerkprofielen is dit veelal geen onderwerp van discussie. Voor constructieve doeleinden wel, sommige legeringen zijn minder of niet geschikt. Bij de productie van raam- en kozijnprofielen is de mix van doorsnede en materiaal van tevoren goed te bepalen door de kozijnleverancier. Bespreking van de aluminiumkwaliteiten valt buiten dit artikel.

## Afwerking
Om aluminium profielen verder af te werken zijn er diverse opties. Enkele voorbeelden zijn geanodiseerd en poedercoating.
Om de koker van het profiel netjes af te sluiten kan er gebruikgemaakt worden van een inslagdop.